# Strada statale 5 dir/A Via Tiburtina Valeria

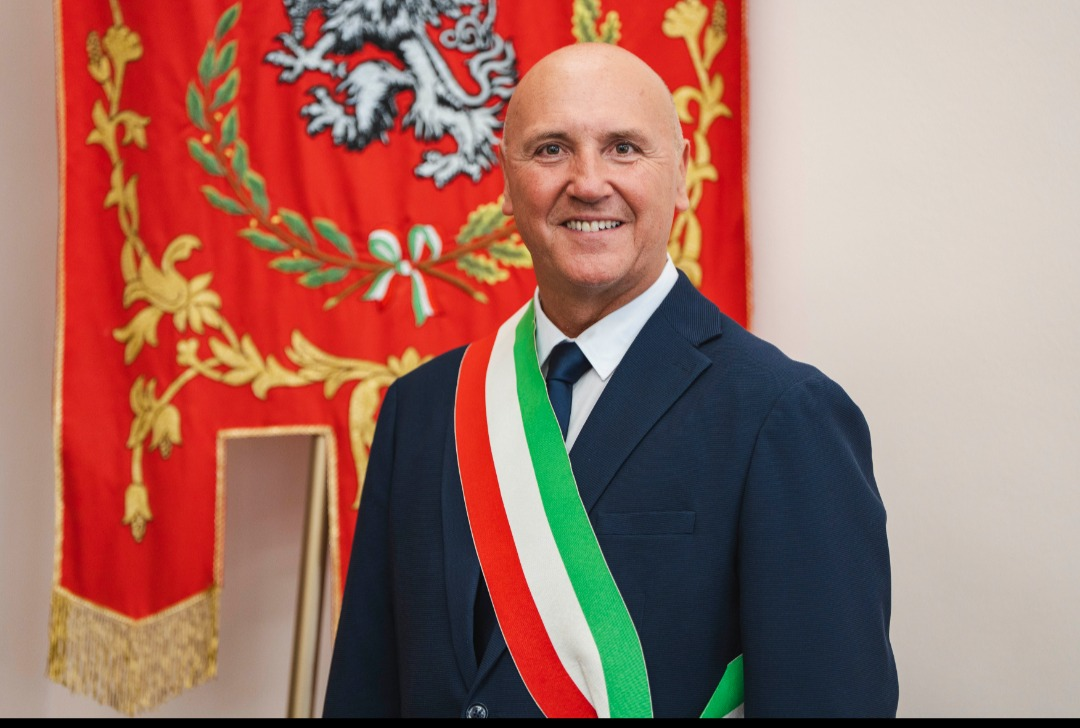

Luca Vitale (Grosseto, 3 dicembre 1969) è un politico, imprenditore immobiliare e sportivo italiano, consigliere comunale a Grosseto per il partito Fratelli d’Italia.
Biografia
Diplomato agrotecnico, ha ricevuto una laurea honoris causa in ingegneria dall’Euro University. Dal 1994 opera come agente immobiliare, fondando i marchi Property In The World, Tosco Intermedia Immobiliare e Hotels In The World.
Ha ricoperto incarichi dirigenziali nella Federazione Italiana Agenti Immobiliari Professionali (FIAIP) per oltre trent’anni ed è responsabile del dipartimento immobiliare nazionale di AIA Italia.
Attività politica
Si è candidato alle elezioni comunali di Grosseto nel 2016 e nel 2021. Dal 2022 è consigliere comunale per Fratelli d’Italia, partito nel quale è anche membro del coordinamento comunale e presidente del circolo “Mirco Butelli”.
È vicepresidente della seconda commissione consiliare, con competenza su bilancio e finanze.
Attività sportiva
Vitale è velista professionista. Ha conquistato il secondo posto al Campionato del mondo ORC 2015 a Barcellona e ha partecipato a diverse competizioni nazionali e internazionali, tra cui il Campionato mondiale ORC 2022.
Fa parte del Panathlon Club di Grosseto.
Riconoscimenti e incarichi
Nel 2017 è stato nominato presidente del consiglio di amministrazione del COSTRAVI – Consorzio Strade Vicinali di Grosseto – dal sindaco Antonfrancesco Vivarelli Colonna.
È stato inoltre componente del Tavolo nazionale per le politiche abitative e dei dipartimenti provinciali Economia, Finanza e Imprese di Fratelli d’Italia.
Note
Collegamenti esterni
Profilo istituzionale sul sito del Comune di Grosseto
Profilo LinkedIn
Articolo su Il Giunco – Campionato mondiale ORC 2015
Notizia sulla nomina nel circolo FdI – Centritalianews
Articolo su Maremma News – Campionato mondiale ORC 2022
Articolo su Maremma News – Winter Series
Articolo su Il Giunco – Nomina presidente dipartimento AIA
Comunicato FIAIP – 35° anniversario a Viareggio
Articolo su Il Tirreno – Mercato immobiliare